# Otar K'it'eishvili
Otar K'it'eishvili (in georgiano ოთარ კიტეიშვილი?; Rustavi, 26 marzo 1996) è un calciatore georgiano, centrocampista dello Sturm Graz e della nazionale georgiana.

## Palmarès

### Club

#### Competizioni nazionali
- Coppa di Georgia: 2

Dinamo Tbilisi: 2014-2015, 2015-2016
- Campionato georgiano: 1

Dinamo Tbilisi: 2015-2016
- Supercoppa di Georgia: 1

Dinamo Tbilisi: 2015
- Coppa d'Austria: 2

Sturm Graz: 2022-2023, 2023-2024
- Campionato austriaco: 2

Sturm Graz: 2023-2024, 2024-2025